# Precisism
Precisism (av nylatin præcicismus, riktning, som kräver religiös korrekthet eller precision) var den av puritanismen framkallade religiösa rörelse i Nederländerna, som framträdde i början av 1600-talet inom den reformerta ortodoxin och med tiden övergick från ett konservativt till ett radikalt stadium. 
I sitt äldre lagiska skede behärskades den av ortodoxins ledare, Gisbertus Voetius, som karakteriserade precisiteten som "den exakta och fullkomliga överensstämmelsen mellan det mänskliga handlandet och den lag, som av Gud föreskrivits och av de verkligt troende antas och med iver efterföljs", varmed följer andlig frihet, sinnesfrid och oberoende av världens hån. Voetius stred mot allt slags världsligt leverne, mot lyx och överflöd, mot dans och teater och söndagens vanhelgande. Han ville kyrkans oberoende och en sträng församlingstukt till förebyggande av särskilt de oheligas nattvardsbegående. Ett medel för denna tukt blev de kyrkligt ledda konventiklarna. Hela denna lagiska precisism är emellertid främmande för ett känslomässigt erfarande av nådens verkningar och stannar vid en sträv, men allvarlig ortopraxi.
I ett nytt, mera evangeliskt skede ingick precisismen vid mitten av 1600-talet genom inverkan av independentismens och kvietismens mystik hos män som Willem och Johannes Teellinck, Wilhelmus à Brakel och i synnerhet den asketiske botpredikanten Jodocus van Lodenstein (1620-77) i Utrecht. Lodenstein hävdade nödvändigheten av en andens omedelbara upplysning och hängav sig själv åt mystikens odling av det inre livet i självmortifikation och avdöende från världen. Föreningen av precisismens stränga krav på det yttre och mystikens på det inre livet övertygade Lodenstein, som också var konventikelväsendets ledare, att kyrkan borde ha endast pånyttfödda medlemmar. Eftersom den uppenbarligen inte hade det, ansåg Lodenstein från 1655 att han inte kunde dela ut nattvarden. Från detta ögonblick gick en separatistisk rörelse genom Nederländernas kyrka. Utan formlig skilsmässa vände sig både präster och lekmän bort från kyrkans livsformer, hellre avstående från nattvarden än delta i den tillsammans med namnkristna och samlande sig i konventiklar. Samtidigt förändrades precisismens karaktär: intresset för den yttre lagiska ordningen i och för sig vek för det nya aktgivandet på det inre livet och vården om den religiösa känslan. Innerlighetens religiositet trängde in i den sträva, men redbara kalvinska viljefromheten. 
Individualismen och subjektivismen medförde snart en radikal vändning även i Nederländernas kyrka. Den radikala precisismens genombrott kom med fransmannen Jean de Labadie och hans verksamhet 1666-69. Som jesuitnovis hade han levt sig in i kvietismen och som präst känt sig kallad att reformera sin kyrka efter den apostoliska. Hans predikningar i Paris väckte genom sina augustinska tankar anklagelse för reformert lära. Förföljd övergick han till reformerta kyrkan och verkade på flera platser i dess tjänst, tills han stannade i Genève 1659, där han återinförde den gamla stränga ordningen. Kallad härifrån av Voetius och Lodensteins vänner till Middelburg, kom han 1666 till Nederländerna och mottogs med entusiasm. Men snart märktes motsatsen. Labadie drev inte kalvinismens, utan kvietismens soteriologi, och hans urgerande av kyrkans stränga tukt tjänade blott kravet på en kyrka av pånyttfödda med nattvard blott för sådana. Redan 1668 framlade han dessa tankar i skrift och krävde konventiklar, som faktiskt blev ecclesiolæ in ecclesia. Då han nekade underskriva "Confessio belgica", bröt gudstjänstordningen och höll enskild nattvardsgång, följde 1669 avsättning, varpå han bildade en friförsamling, som fann tillflykt först i Amsterdam, sedan 1670 i Herford i västra Tyskland samt 1672 i Altona. Efter Labadies död 1674 flyttades den till Friesland och levde som kommunistiskt samfund till 1732, då den upplöstes. 
I Nederländerna motverkades den radikala labadismen genom den evangeliska precisismen och dess inomkyrkliga konventiklar. I västra Tyskland företräddes den evangeliska precisismen av bland andra Joachim Neander. Även den radikala vann där spridning. Senare påverkades den nederländska precisismen av den likartade tyska pietismen.